# Alumínium-foszfid
Az alumínium-foszfid erősen mérgező szervetlen vegyület, képlete AlP. Gyakran használják széles tiltott sávú félvezetőként és füstölőszerként. A kereskedelemben beszerezhető anyag – a hidrolízis és oxidáció során keletkező szennyezések miatt – gyakran szürkés zöldes sárgás színű.

## Tulajdonságok
Kristályai a sötétszürkékétől sötétsárgáig terjedő színűek, kristálysszerkezetük szfarelites, rácsállandója 300 K-en 5,4510 Å. Termodinamikailag 1000 °C-ig stabil.
Vízzel vagy savakkal foszfin képződése közben reagál:
AlP + 3 H2O → Al(OH)3 + PH3
AlP + 3 H+ → Al3+ + PH3

## Előállítása
Elemeiből szintetizálható:
4Al + P4 → 4AlP
Ügyelni kell, hogy az AlP-t semmilyen nedvesség ne érje, mert akkor mérgező foszfin jön létre.

## Fordítás
Ez a szócikk részben vagy egészben  az   Aluminium phosphide című angol Wikipédia-szócikk ezen változatának fordításán alapul.  Az eredeti cikk szerkesztőit annak laptörténete sorolja fel. Ez a jelzés csupán a megfogalmazás eredetét és a szerzői jogokat jelzi, nem szolgál a cikkben szereplő információk forrásmegjelöléseként.